# 比詹河
比詹河（俄语：Биджа́н）又名畢瞻河，位于俄罗斯远东联邦管区犹太自治州境内，是黑龙江左岸支流。比詹河发源于犹太州西部，先向东再转南流，汇入黑龙江。河长274千米，宽30～60米，水深1.5～7米，流域面积9580平方千米。比詹河中下游河道弯曲，沿岸多牛轭湖。